# Puente del Carmen
Puente del Carmen är en ort i Mexiko.   Den ligger i kommunen San Miguel de Allende och delstaten Guanajuato, i den centrala delen av landet, 230 km nordväst om huvudstaden Mexico City. Puente del Carmen ligger 2 056 meter över havet och antalet invånare är 507.
Terrängen runt Puente del Carmen är kuperad söderut, men norrut är den platt. Runt Puente del Carmen är det tätbefolkat, med 343 invånare per kvadratkilometer. Närmaste större samhälle är San Miguel de Allende, 11,1 km väster om Puente del Carmen. Trakten runt Puente del Carmen består till största delen av jordbruksmark.